# PAPD4
PAPD4 (англ. Poly(A) RNA polymerase D4, non-canonical) – білок, який кодується однойменним геном, розташованим у людей на 5-й хромосомі. Довжина поліпептидного ланцюга білка становить 484 амінокислот, а молекулярна маса — 56 028.
| 10         |  | 20         |  | 30         |  | 40         |  | 50         |
| ---------- |  | ---------- |  | ---------- |  | ---------- |  | ---------- |
| MFPNSILGRP |  | PFTPNHQQHN |  | NFFTLSPTVY |  | SHQQLIDAQF |  | NFQNADLSRA |
| VSLQQLTYGN |  | VSPIQTSASP |  | LFRGRKRLSD |  | EKNLPLDGKR |  | QRFHSPHQEP |
| TVVNQIVPLS |  | GERRYSMPPL |  | FHTHYVPDIV |  | RCVPPFREIA |  | FLEPREITLP |
| EAKDKLSQQI |  | LELFETCQQQ |  | ISDLKKKELC |  | RTQLQREIQL |  | LFPQSRLFLV |
| GSSLNGFGTR |  | SSDGDLCLVV |  | KEEPCFFQVN |  | QKTEARHILT |  | LVHKHFCTRL |
| SGYIERPQLI |  | RAKVPIVKFR |  | DKVSCVEFDL |  | NVNNIVGIRN |  | TFLLRTYAYL |
| ENRVRPLVLV |  | IKKWASHHQI |  | NDASRGTLSS |  | YSLVLMVLHY |  | LQTLPEPILP |
| SLQKIYPESF |  | SPAIQLHLVH |  | QAPCNVPPYL |  | SKNESNLGDL |  | LLGFLKYYAT |
| EFDWNSQMIS |  | VREAKAIPRP |  | DGIEWRNKYI |  | CVEEPFDGTN |  | TARAVHEKQK |
| FDMIKDQFLK |  | SWHRLKNKRD |  | LNSILPVRAA |  | VLKR       |  |            |

A: Аланін

C: Цистеїн

D: Аспарагінова кислота

E: Глутамінова кислота

F: Фенілаланін

G: Гліцин

H: Гістидин

I: Ізолейцин

K: Лізин

L: Лейцин

M: Метіонін

N: Аспарагін

P: Пролін

Q: Глутамін

R: Аргінін

S: Серин

T: Треонін

V: Валін

W: Триптофан

Кодований геном білок за функціями належить до трансфераз, фосфопротеїнів. 
Задіяний у таких біологічних процесах, як процесинг мРНК, альтернативний сплайсинг. 
Білок має сайт для зв'язування з АТФ, нуклеотидами, іонами металів, іоном магнію, іоном марганцю. 
Локалізований у цитоплазмі, ядрі.